# Вирубка лісів у Лаосі

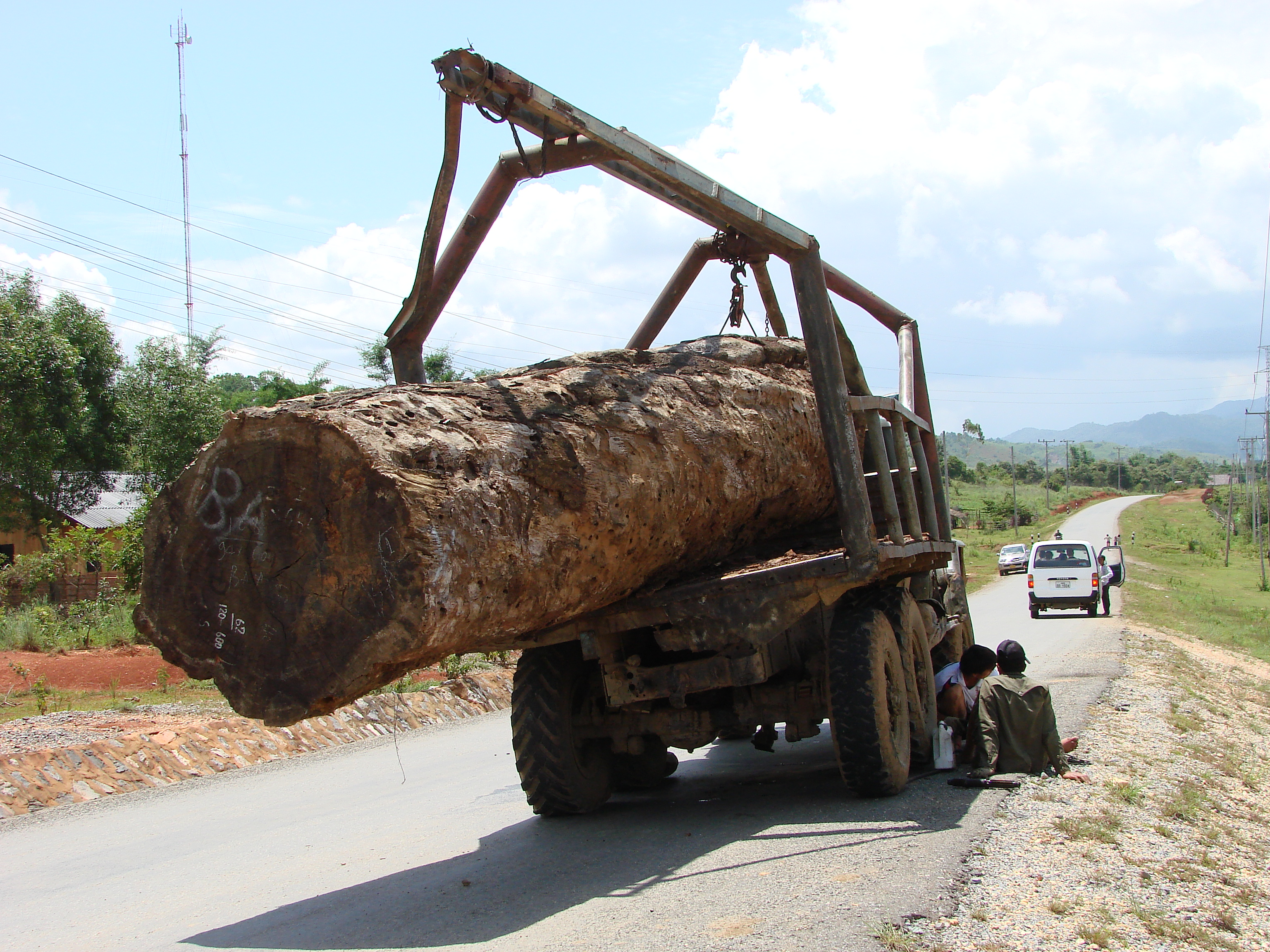
Лісовоз на плато Болавен на півдні Лаосу, 2009 рік.

Вирубка лісів у Лаосі є важливою екологічною проблемою, що полягає у втраті лісових масивів Лаосу внаслідок легальних та незаконних вирубок.

## Комерційний інтерес до лісу
Лісоматеріали, призначені для заготівлі деревини в Лаосі, включають залізне дерево, червоне дерево, сосну, червону деревину та тик, а також інші продукти лісового господарства - бензоїн (смола), деревне вугілля та паличку . 
Ліс також був важливим джерелом дикої їжі, рослинних ліків та деревини для будівництва будинків, і навіть з 1990-х роках продовжує залишатися одним з цінних джерел з запасом натуральних продуктів для некомерційного споживання домогосподарства. З середини 1980-х широко розповсюджена комерційна заготівля деревини на експортний ринок порушила традиційний збір лісової продукції в ряді місць і сприяла надзвичайно швидкому вирубуванню лісів по всій країні. 
Підсічно-вогневе землеробство практикувалося приблизно 1 мільйоном фермерів у 1990 році. Сільське господарство сильно руйнує лісове середовище, оскільки воно передбачає перехід від старих до нових земельних ділянок, щоб виснажений ґрунт відновився - процес, який, за оцінками, вимагає щонайменше чотирьох-шести років.
Зусилля уряду щодо збереження цінних твердих порід деревини для комерційного видобутку призвели до заходів, що забороняють сільське господарство по всій країні. Урядові обмеження на розчищення лісових угідь для посівної обробки в кінці 1980-х років, а також спроби поступово переселити нагірні підсічні господарства (заборона) в низинні місця, придатні для вирощування неочищеного рису, мали значний вплив на гірські села.

## Історія

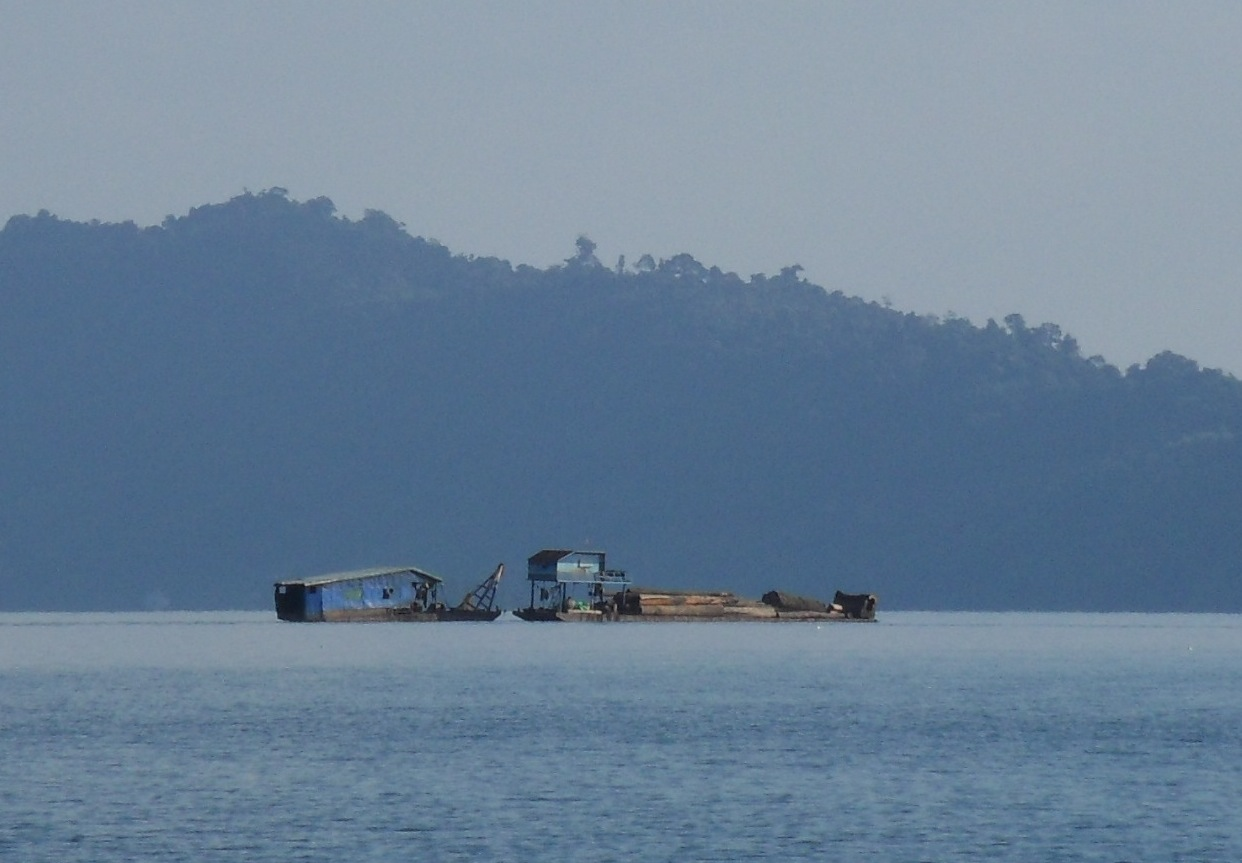
Човен з колодами на озері Нам Нгум, 2011 рік.

Ресурси деревини комерційно експлуатуються з колоніального періоду і є важливим джерелом іноземної валюти. У 1988 році продукція з деревини становила більшу частину всіх прибутків від експорту. У 1992 році ліс та вироби з деревини становили майже третину загального обсягу основного експорту. 
У 1950-х ліси займали 70 відсотків суші в Лаосі . До 1992 року, за підрахунками уряду, лісистість зменшилася майже на третину, до 47 відсотків загальної площі земель. 
За даними Організації Об'єднаних Націй (ООН) та інших моніторингових агентств, вирубка лісів постійно зростала протягом 1980-х років, із середньорічним річним показником близько 1,2 відсотка у першій половині десятиліття. Цей показник являє собою знищення близько 150 000-160 000 га щороку у порівнянні з щорічним відновленням лісів близько 2000 га. Однак уряд повідомив, що рівень вирубки лісів удвічі перевищує цей показник. Знищення лісів відбувається в результаті очищення лісових угідь для перенесення обробітку та видалення колод для промислових потреб та палива. 
Обсяг зрубів (круглих лісів), вивезених для промислових цілей, збільшився приблизно на 70 відсотків між 1975–77 та 1985–87 рр., Приблизно до 330 000 куб. Однак цей обсяг був зменшений тим, що вивезли для побутових (паливних) цілей. У період з 1980 по 1989 рік обсяг колод, вивезених на паливо, збільшився приблизно на 25 відсотків, приблизно до 3,7 млн куб. для промислових цілей було вивезено лише близько 100 000 кубометрів. До 1991 року ці показники зросли приблизно до 3,9 мільйона кубічних метрів та 106 000 кубічних метрів відповідно. 
Після запровадження Нового економічного механізму, децентралізація управління лісами для автономних лісових підприємств на провінційному рівні сприяла посиленню експлуатації лісів. На центральному та провінційному рівнях за управління лісами відповідають автономні лісові підприємства. 

### 1989 заборона лісозаготівель

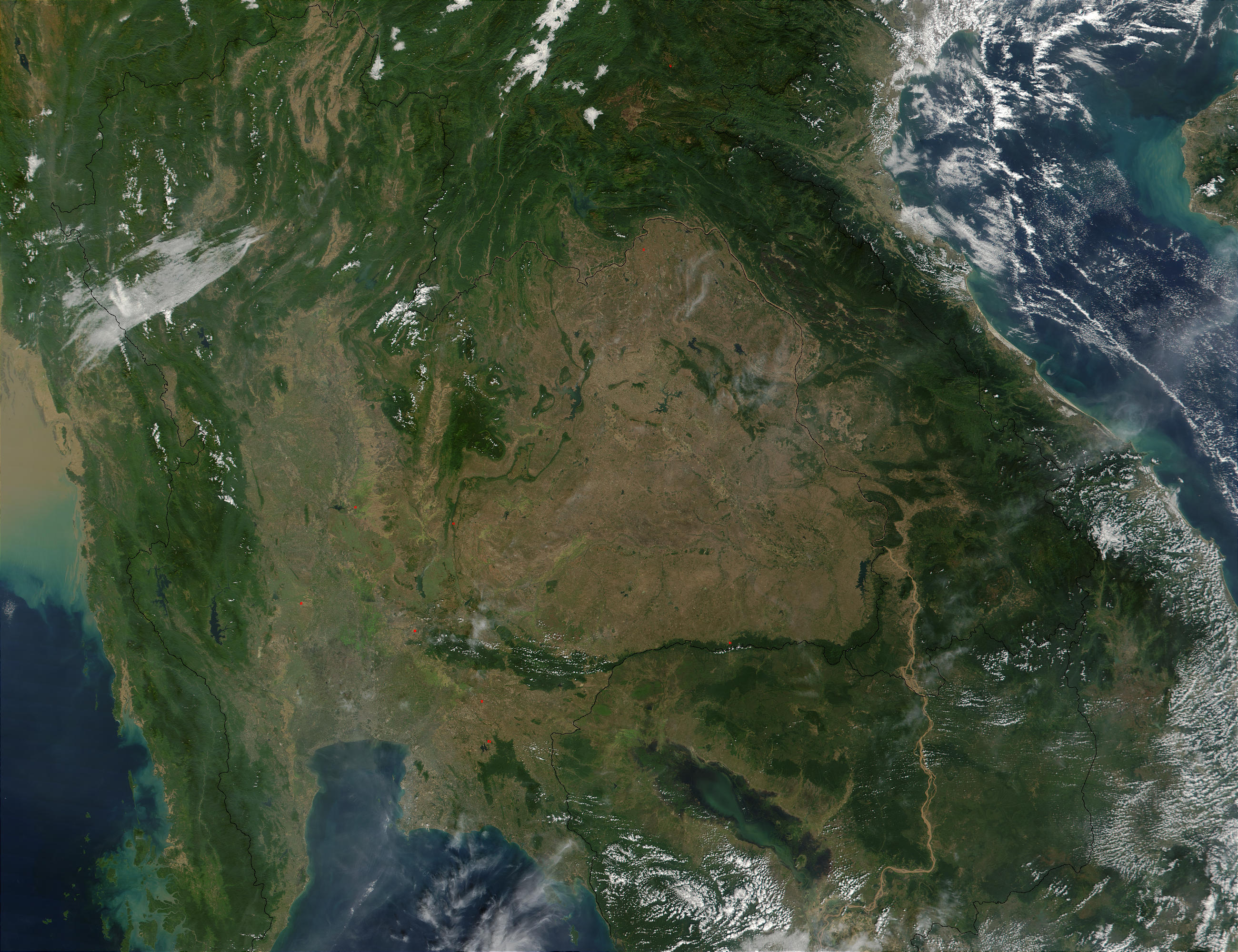
Це зображення MODIS 2001 року на південному сході Азії. У східному Таїланді коричневе забарвлення, яке домінує в центрі зображення і імітує кордон країни з Лаосом і Камбоджею, говорить про масові вирубки лісів, що відбуваються в цьому регіоні. Вирубка лісів зіграла важливу роль у повені в регіоні.

Уряд вирішив примирити свої протилежні цілі децентралізованого управління лісовим господарством та охорони навколишнього середовища. У січні 1989 р. Уряд наклав заборону на вирубку лісу - первісно оголошену в січні 1988 р. Як заборону на експорт необробленої деревини - хоча звільнення надаються в кожному конкретному випадку. Цей захід супроводжувався введенням високих експортних податків на деревину та інші вироби з деревини, включених до податкових реформ у червні 1989 року. 
Ближче до кінця 1989 р. Лісозаготівлі знову були дозволені, але лише на основі квот, поширюваних на окремі лісогосподарські підприємства. У відповідь на обмеження виробництво необроблених колод, як круглого лісу, так і деревини, дещо зменшилось у 1989 р.  Однак, за даними Азійського банку розвитку, виробництво більш ніж відновилося наступного року. 
Ефект обмежень найбільш чітко продемонстровано у статистиці експорту за 1989 рік - експорт деревини та виробів з дерева зменшився на 30 відсотків у порівнянні з попереднім роком. У 1991 році новий указ заборонив усі рубки до подальшого повідомлення в надії контролювати широко розповсюджені незаконні рубки та подальше руйнування навколишнього середовища. Однак практичного впливу це мало, і незаконні рубки залишаються широко поширеними. Контрабанда колод до Таїланду також є значною. 

### Військова участь у нелегальній торгівлі деревиною
Район хребта Луанг Прабанг, на кордоні між Лаосом і Таїландом, нібито є центром для участі військових у торгівлі деревиною . 